# Chūō-ku (Hamamatsu)
Chūō-ku (中央区?) è uno dei tre quartieri amministrativi della città di Hamamatsu, in Giappone. 
È stato formato il 1º gennaio 2024 dall'unione dei precedenti quartieri di Higashi-ku, Minami-ku, Naka-ku, Nishi-ku e, in parte. Kita-ku.